# Valsörarna
Valsörarna (en sueco) o Valassaaret (en finés) es un pequeño archipiélago situado en la región de Kvarken del Golfo de Botnia. Las islas están situadas en las aguas territoriales de Finlandia y es lo último que se ve cuando se va en barco o ferry de Vaasa, Finlandia a Umeå, en Suecia. Son una parte del municipio de Korsholm y una importante reserva de aves. Se incluyen en el recién creado sitio declarado como patrimonio de la humanidad de la naturaleza de la UNESCO en el archipiélago de Kvarken.